# Гора «Пастушка»
Гора́ «Пасту́шка» — комплексна пам'ятка природи місцевого значення в Україні. Об'єкт розташований на території Черкаського району Черкаської області, при північній околиці села Сахнівка.
Площа — 6,41 га. Статус надано згідно з рішенням ОВК від 13.06.1975 року № 288. Перебуває у віданні ДП «К-Шевченківське лісове господарство» (Сахнівське л-во, кв. 31).
Назва гори пов'язана з легендою про дівчину, яка пасла на горі овець. Її захотіли захопити степові ординці, але вона кинулася з кручі, щоб не дістатися їм
Археологічні дослідження на горі у 2012 році виявили сліди проживання людей у давні часи.

## Галерея

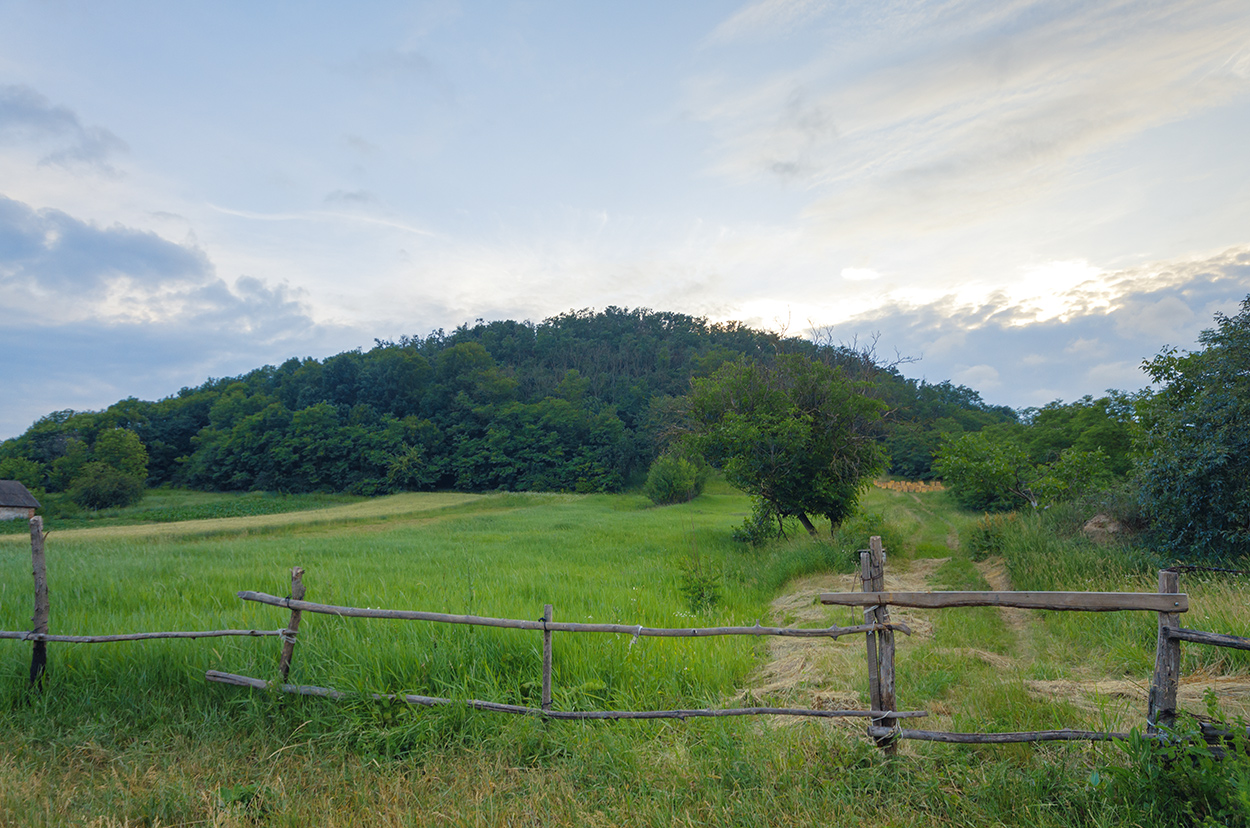